# Dacops
Genre
Dacops est un genre d'insectes diptères brachycères de la famille des Conopidae. Dans cette famille, l'imago se nourrit de nectar et la larve est obligatoirement endoparasite d'autres insectes, en particulier les hymenoptères pollinisateurs. Les 2 espèces du genre Dacops se rencontrent uniquement au sein de l'écozone afrotropicale. 
Dacops abdominalis (Kröber, 1915), espèce-type du genre, a été signalée en République démocratique du Congo, en Éthiopie, au Kenya, au Malawi, au Mozambique, au Nigéria, en Afrique du Sud et en Tanzanie. Sa larve est, entre autres, endoparasite d'Apis mellifera. Pseudodacus abdominalis, Pseudodacus apicalis, Physocephala fascipennis et Conops patelliformis en sont des synonymes valides.
Dacops kaplanae Camras, 2001, quant à elle, a été décrite depuis l'Éthiopie.